# Парламент Републике Албаније
Парламент Албаније (алб. Kuvendi i Shqipërisë), познат као Кувенди (алб. Kuvendi), је једнодомни парламент Републике Албаније.
Има 140 чланова, чији мандат траје четири године. Изборни систем се заснива на пропорционалном представљању затворене листе. Има 12 изборних јединица које одговарају 12 административних области Абланије. У свакој изборној јединици, партија мора да пређе цензус од три посто гласова; предизборне коалиције морају да пређу цензус од пет посто гласова. Сви закони које парламент изгласа се објављују у Службеном гласнику Албаније (алб. Fletorja Zyrtare).